# 에세이사 학살
에세이사 학살(스페인어:Masacre de Ezeiza 영어:Ezeiza massacre)은 1973년 6월 20일 아르헨티나 부에노스 아이레스의 에세이사 국제 공항에서 우익 페론주의자들의 저격수들이 좌익 페론주의자들에게 총격을 가한 사건이다.
이 날 약 350만명의 페론주의자가 스페인에서 망명 생활을 마치고 영구 귀국하는 후안 페론을 환영하기 위해 모였는데, 페론은 스페인 공식 방문을 마친 엑토르 캄포라 대통령과 같은 비행기를 타고 도착했다. 1973년 5월 대통령이 된 엑토르 캄포라는 좌익 페론주의를 대표했고, 우익 페론주의에 반대했다.
페론이 공항에 도착을 즈음, 아르헨티나 반공주의자 동맹의 위장된 저격수들이 군중을 향해 발포했다. 몬토네로스와 젊은 좌익 페론주의자들이 목표였다. 이 학살로 적어도 13명이 사망하고 365명이 부상당했으며 아르헨티나 신문 클라린에 따르면 실제 숫자는 확실히 이보다 많다. 그러나 정확한 피해자의 수는 현재까지 밝혀지지 않았다.